# Shelvin Mack
Shelvin Bernard Mack (Lexington, Kentucky, 22 de abril de 1990) es un jugador de baloncesto estadounidense que pertenece a la plantilla de Panathinaikos B. C. de la A1 Ethniki. Con 1,91 metros de estatura, juega en la posición de escolta.

## Trayectoria deportiva

### Universidad
Jugó durante tres temporadas con los Bulldogs de la Universidad Butler, en las que promedió 14,1 puntos, 4,2 rebotes y 3,3 asistencias por partido. En su última temporada fue incluido en el segundo mejor quinteto de la Horizon League. Fue uno de los artífices en conseguir llegar a la Final de la NCAA, en la que cayeron ante Connecticut Huskies por 53-41, consiguiendo Mack 13 puntos, la tercera parte de los conseguidos por su equipo, y 9 rebotes.
Renunció a su último año de universidad, anunciando en abril de 2011 su intención de presentarse al draft de la NBA.
En noviembre de 2020, firma por el Panathinaikos B. C. de la A1 Ethniki.

### Estadísticas
| Año     | Equipo          | PJ | PT | MPP  | %TC  | %3P  | %TL  | RPP | APP | ROB | TPP | PPP  |
| ------- | --------------- | -- | -- | ---- | ---- | ---- | ---- | --- | --- | --- | --- | ---- |
| 2008–09 | Butler Bulldogs | 32 | 32 | 30.7 | .391 | .326 | .757 | 4.4 | 3.5 | 1.1 | 0.0 | 11.9 |
| 2009-10 | Butler Bulldogs | 38 | 38 | 30.9 | .454 | .391 | .734 | 3.7 | 3.0 | 1.4 | 0.1 | 14.1 |
| 2010-11 | Butler Bulldogs | 38 | 37 | 32.1 | .408 | .354 | .769 | 4.5 | 3.4 | 0.8 | 0.1 | 16.0 |

### Profesional

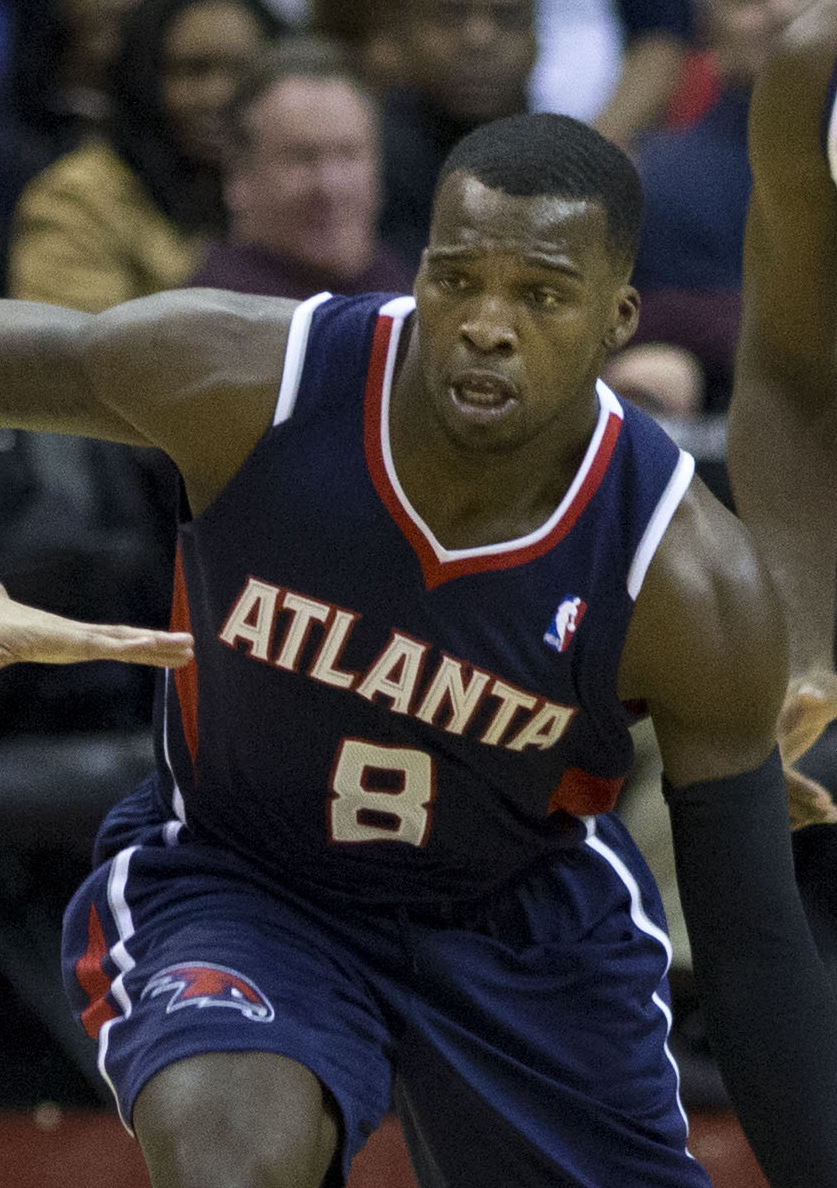
Mack con Atlanta Hawks en 2013.

Fue elegido en la trigésimo cuarta posición del Draft de la NBA de 2011 por Washington Wizards.

## Estadísticas de su carrera en la NBA

### Temporada regular
| Año     | Equipo       | PJ  | PT | MPP  | %TC  | %3P  | %TL  | RPP | APP | ROB | TPP | PPP  |
| ------- | ------------ | --- | -- | ---- | ---- | ---- | ---- | --- | --- | --- | --- | ---- |
| 2011-12 | Washington   | 64  | 0  | 12.2 | .400 | .286 | .712 | 1.4 | 2.0 | .4  | .0  | 3.6  |
| 2012-13 | Washington   | 7   | 2  | 20.1 | .400 | .308 | .500 | 2.3 | 3.3 | .9  | .0  | 5.3  |
| 2012-13 | Philadelphia | 4   | 0  | 1.8  | .500 | .000 | .000 | .0  | .3  | .0  | .0  | .5   |
| 2012-13 | Atlanta      | 20  | 1  | 13.4 | .488 | .400 | .571 | 1.2 | 2.2 | .5  | .0  | 5.2  |
| 2013-14 | Atlanta      | 73  | 11 | 20.4 | .417 | .337 | .865 | 2.2 | 3.7 | .7  | .0  | 7.5  |
| 2014-15 | Atlanta      | 55  | 0  | 15.1 | .401 | .315 | .806 | 1.4 | 2.8 | .5  | .0  | 5.4  |
| 2015-16 | Atlanta      | 24  | 0  | 7.5  | .421 | .148 | .750 | .9  | 1.6 | .3  | .0  | 3.9  |
| 2015-16 | Utah         | 28  | 27 | 31.4 | .444 | .357 | .735 | 3.8 | 5.3 | .9  | .1  | 12.7 |
| 2016-17 | Utah         | 55  | 9  | 21.9 | .446 | .308 | .688 | 2.3 | 2.8 | .8  | .1  | 7.8  |
| 2017-18 | Orlando      | 69  | 3  | 19.8 | .430 | .345 | .711 | 2.4 | 3.9 | .8  | .1  | 6.9  |
| 2018-19 | Memphis      | 53  | 3  | 22.7 | .414 | .359 | .707 | 1.9 | 3.4 | .8  | .1  | 7.9  |
| 2018-19 | Charlotte    | 4   | 0  | 10.5 | .143 | .000 | .556 | .5  | .3  | .5  | .0  | 2.3  |
| Total   | Total        | 456 | 56 | 18.4 | .423 | .330 | .731 | 2.0 | 3.1 | .7  | .1  | 6.6  |

### Playoffs
| Año   | Equipo  | PJ | PT | MPP  | %TC  | %3P  | %TL  | RPP | APP | ROB | TPP | PPP |
| ----- | ------- | -- | -- | ---- | ---- | ---- | ---- | --- | --- | --- | --- | --- |
| 2013  | Atlanta | 4  | 0  | 5.5  | .444 | .400 | .000 | 1.8 | 1.8 | .0  | .0  | 2.5 |
| 2014  | Atlanta | 7  | 0  | 16.9 | .404 | .370 | .750 | 1.9 | 3.6 | .6  | .0  | 8.1 |
| 2015  | Atlanta | 10 | 0  | 9.9  | .385 | .286 | .500 | 1.1 | 1.0 | .8  | .0  | 3.9 |
| 2017  | Utah    | 9  | 3  | 17.2 | .347 | .467 | .867 | 2.8 | 2.0 | .4  | .0  | 6.0 |
| Total | Total   | 30 | 3  | 13.1 | .382 | .368 | .758 | 1.9 | 2.0 | .5  | .0  | 5.3 |